# Хамгён
Хамгё́н (кор. 함경산맥) — горный хребет в прибрежной северо-восточной части КНДР в горной системе Северо-Корейских гор, самых высоких и массивных гор в стране. Простирается с северо-востока на юго-запад вдоль побережья Японского моря. На севере прилегает к долине реки Туманган (Туманная), пограничной между КНДР и Россией. Высота до 2540 м над уровнем моря (Кванмобон). Средняя высота высокогорной зоны 2000 м и вблизи реки Туманган до 1000 м.
Склоны гор довольно сильно расчленены, наиболее высокие вершины носят следы древнего оледенения.
На северо-западе хребет Хамгён постепенно опускается к обширному базальтовому плато (плоскогорью) Пэкту, занимающему на территории Кореи и Китая площадь 45 тыс. км². Пэкту — богатейший район страны по лесным ресурсам.
На юго-западе продолжается хребтом Пуджоллён. К северу от хребта Пуджоллён, между поперечным хребтом Пэкту (Мачхоллён) на востоке и хребтом Нанним (Граничный, 2184 м, г. Наннимсан) на западе находится плоскогорье Кэма.